# Liste der Bodendenkmale in Selk
In der Liste der Bodendenkmale in Selk sind die Bodendenkmale der Gemeinde Selk nach dem Stand der Bodendenkmalliste des Archäologischen Landesamts Schleswig-Holstein von 2016 aufgelistet. Die Baudenkmale sind in der Liste der Kulturdenkmale in Selk aufgeführt.
| Denkmal-ID           | Befundart               | Bezeichnung                                   | Zeitstellung                 | Lage | Bemerkungen | Bild |
| -------------------- | ----------------------- | --------------------------------------------- | ---------------------------- | ---- | --- | ---- |
| aKD-ALSH-Nr. 003 762 | Komplexe Fundstelle     | Komplexe Fundstelle „Südsiedlung“             | Frühmittelalter              |      | Komplex aus Danewerk mit Krummwall, Hauptwall, Nordwall und Verbindungswall sowie Haithabu mit Halbkreiswall, Hafen, Hochburg, Südsiedlung und Südgräberfeld |      |
| aKD-ALSH-Nr. 003 815 | Grabmal > Grabhügel     | Grabhügel                                     | Vor- und/oder Frühgeschichte |      | |      |
| aKD-ALSH-Nr. 003 969 | Grabmal > Grabhügel     | Grabhügel                                     | Vor- und/oder Frühgeschichte |      | |      |
| aKD-ALSH-Nr. 003 970 | Grabmal > Grabhügel     | Grabhügel                                     | Vor- und/oder Frühgeschichte |      | |      |
| aKD-ALSH-Nr. 003 971 | Grabmal > Grabhügel     | Grabhügel                                     | Vor- und/oder Frühgeschichte |      | |      |
| aKD-ALSH-Nr. 003 972 | Grabmal > Grabhügel     | Grabhügel                                     | Vor- und/oder Frühgeschichte |      | |      |
| aKD-ALSH-Nr. 003 973 | Grabmal > Grabhügel     | Grabhügel                                     | Vor- und/oder Frühgeschichte |      | |      |
| aKD-ALSH-Nr. 003 974 | Grabmal > Grabhügel     | Grabhügel                                     | Vor- und/oder Frühgeschichte |      | |      |
| aKD-ALSH-Nr. 003 975 | Grabmal > Großsteingrab | Steinkammer                                   | Neolithikum                  |      | |      |
| aKD-ALSH-Nr. 003 976 | Grabmal > Großsteingrab | Steinkammer                                   | Neolithikum                  |      | |      |
| aKD-ALSH-Nr. 003 977 | Grabmal > Grabhügel     | Grabhügel „Königshügel“                       | Vor- und/oder Frühgeschichte |      | |      |
| aKD-ALSH-Nr. 003 978 | Grabmal > Langbett      | Langbett/Steinreihe                           | Neolithikum                  |      | |      |
| aKD-ALSH-Nr. 003 979 | Befestigung > Wall      | Landwehr/Wall/Schanze/Panzergraben „Kograben“ | Frühmittelalter              |      | Komplex aus Danewerk mit Krummwall, Hauptwall, Nordwall und Verbindungswall sowie Haithabu mit Halbkreiswall, Hafen, Hochburg, Südsiedlung und Südgräberfeld |      |
| aKD-ALSH-Nr. 003 980 | Grabmal > Grabhügel     | Grabhügel                                     | Vor- und/oder Frühgeschichte |      | |      |